# 法国国铁TGV M列车
TGV M型電聯車，廠方品牌名稱Avelia Horizon，是阿尔斯通开发，法国国铁擁有的TGV高铁列车，于2016年开始开发，预计将会在2024年投入服務。此款列車采用与TGV Duplex类似的设计，具有双层车厢，并且两端都有動力機車。 

## 沿革
2015年，法国高铁启动了一项计划，将为新一代高速列车选择供应商，与制造商建立合资企业。  2016年9月7日，法国高铁和阿尔斯通签署了设计和建造列车的协议，设计阶段计划于2017年底完成，并于2022年投入使用。  法国高铁规明确表示，新列车的购买成本至少比之前的列车低20%，运营成本也要更低。  为了实现这一目标，阿尔斯通开发了这种列车，作为面向全球销售的高铁列车系列的一部分，这与之前所有专为法国市场生产的TGV订单有所不同。  
2018年7月，随着设计完成并被公开称为Avelia Horizon，法国国铁订购了价值27亿欧元的100列列车。  首批列车计划于2024年投入运营，交付将持续到2033年。 

## 车辆构造
TGV M是动力集中式列车组，两端有动力车厢，中间有7到9辆双层客车。 每组列车以最密布局最多可搭载740名乘客。 总功率输出为8瓦特（11,000匹馬力），这使火车的最高时速为350km/h。 